# 国家図書館駅
国家図書館駅（こっかとしょかんえき）は中華人民共和国北京市海淀区に位置する、北京地下鉄の駅。

## 乗り入れ路線
4号線、9号線、16号線の3路線が乗り入れる乗換駅である。

## 歴史
駅名確定前の仮称は「気象局駅」、「白石橋駅」があった。
- 2009年9月28日 - 4号線開業。
- 2012年12月30日 - 9号線開業。
- 2020年12月31日 - 16号線開業。

## 駅構造

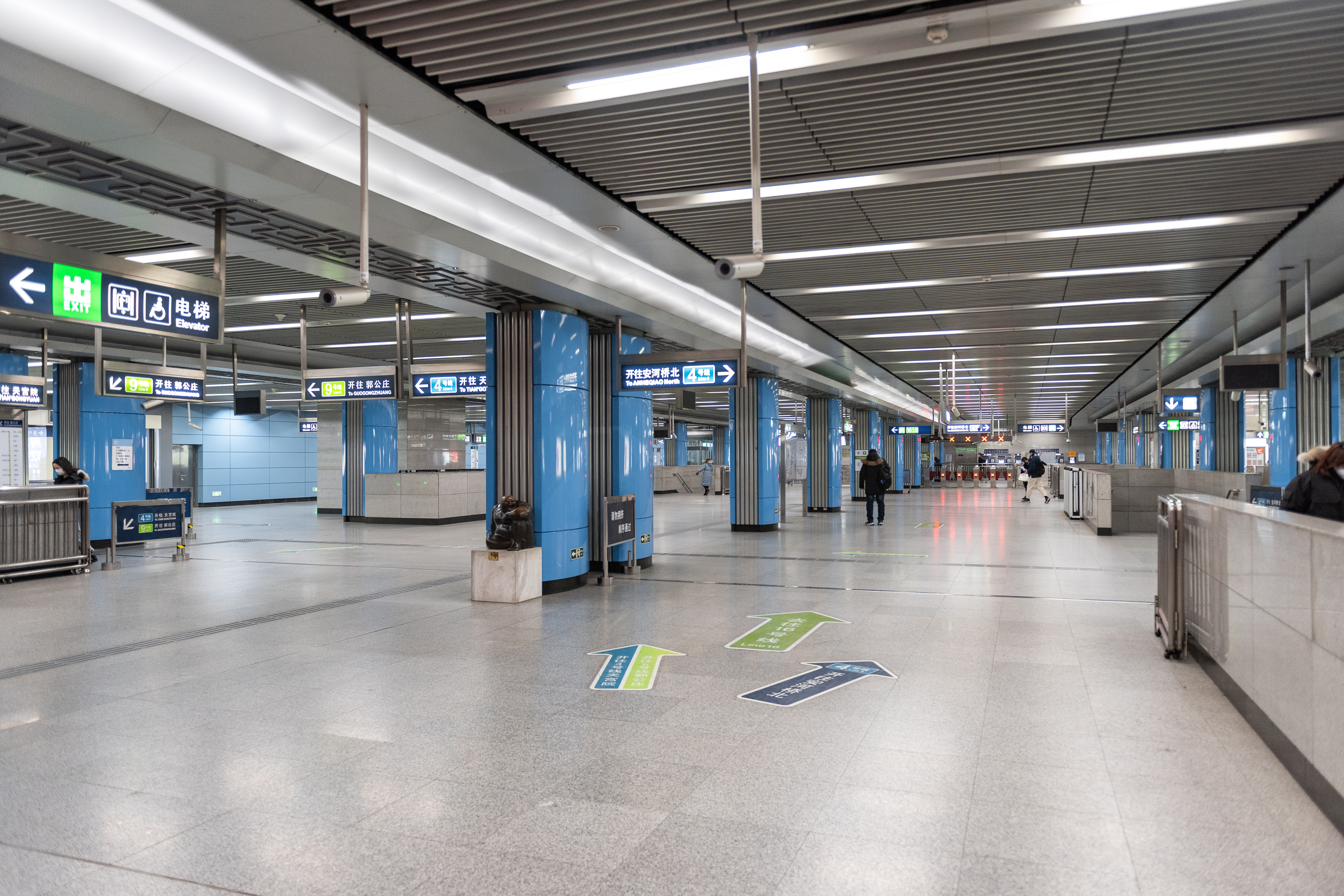
コンコース

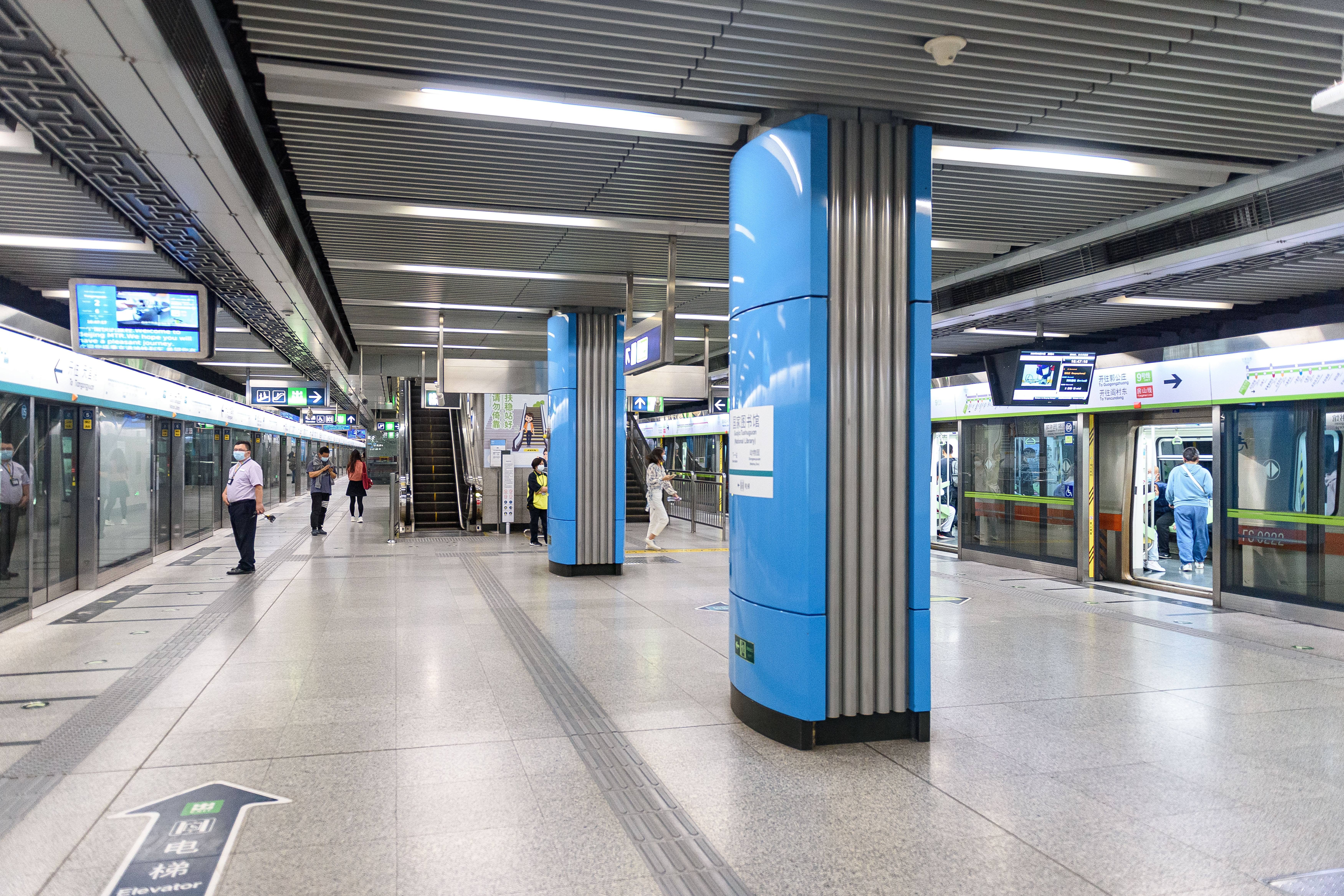
対面乗り換えが可能な4・9号線ホーム

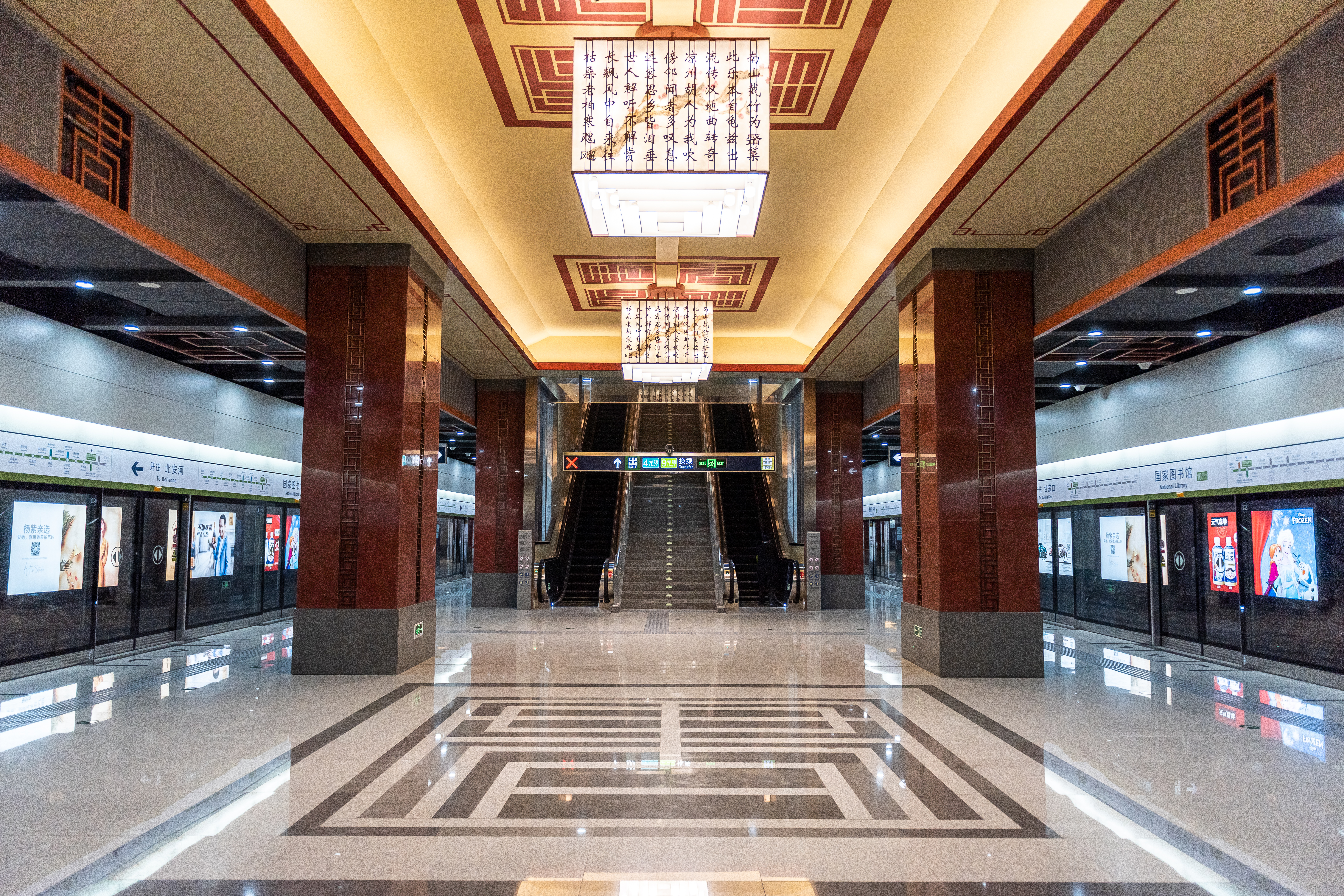
16号線ホーム

地下1階が改札階、地下2階がホーム階の地下駅。出口はA〜Dの4箇所ある。
ホームは島式ホーム2面4線を有する。4号線が外側2線、9号線が内側2線を利用しており、同一方向の乗り換えは同一ホームで可能となっている。
駅は藍色を基調としており、永楽大典、四庫全書、趙城金蔵、敦煌文献も模されている。

### のりば
案内上ののりば番号は設定されていない。駅西側からの線路順で記す。
| 南方向             | 4号線  | 西直門・公益西橋・天宮院方面       |
| 南方向             | 9号線  | 軍事博物館・北京西駅・郭公荘方面   |
| 北方面             | 9号線  | （降車専用ホーム）                 |
| 北方面             | 4号線  | 海淀黄荘・西苑・安河橋北方面       |
| 16号線 （地下3階） | 16号線 | 西苑・北安河方面                   |
| 16号線 （地下3階） | 16号線 | 木樨地・豊台駅・楡樹荘・宛平城方面 |

## 駅周辺
- 中国国家図書館
- 北京舞踏学院（中国語版）
- 中国空間技術研究院
- 北京市円林古建設計研究院
- 神舟大厦
- 中国気象局
- 中外交流大厦
- 首体網羽中心
- 中国気象局招待所
- 湖北大厦
- 真覚寺（中国語版）
- 首都体育館
- 国家体育総局冬季運営管理中心
- 北京市公園管理中心（中国語版）
- 北京動物園
- 北京新世紀日航飯店
- 紫竹院公園（中国語版）

## 隣の駅
北京地下鉄
 4号線
動物園駅 - 国家図書館駅 - 魏公村駅
 9号線
国家図書館駅 - 白石橋南駅
 16号線
万寿寺駅 - 国家図書館駅 - 甘家口駅